# Arrondissement Nérac
Arrondissement Nérac (fr. Arrondissement de Nérac) je správní územní jednotka ležící v departementu Lot-et-Garonne a regionu Akvitánie ve Francii. Člení se dále na sedm kantonů a 58 obcí.

## Kantony
- Kanton Casteljaloux
- Kanton Damazan
- Kanton Francescas
- Kanton Houeillès
- Kanton Lavardac
- Kanton Mézin
- Kanton Nérac